# 曽我部道夫

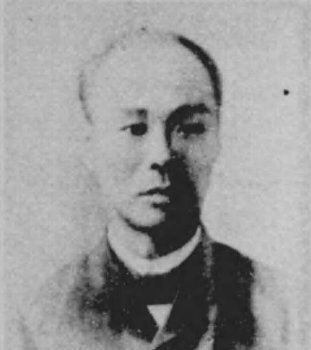
曽我部道夫

曽我部 道夫（そがべ みちお、1849年1月28日（嘉永2年1月5日） - 1923年（大正12年）3月13日）は、日本の内務官僚・政治家。官選県知事、衆議院議員。

## 経歴
阿波国美馬郡半田村（現・徳島県美馬郡つるぎ町）で生まれる。1874年に愛媛県五等出仕となり、高知県少属・中属、徳島県学務課長・衛生課長・阿波郡長・麻植郡長を経て、1883年、東京府一等属となる。1884年3月、秋田県少書記官に転じ、以後、群馬県書記官、宮城県書記官、北海道庁書記官などを歴任。1892年2月、第2回衆議院議員総選挙で徳島県第五区に中央交渉部から出馬し当選した。
1893年3月、岐阜県知事に就任。県会と対立し、1894年12月に県会解散を行った。1895年3月、島根県知事に転じ、殖産十年計画を推進し、1897年4月に退任した。1898年5月、福岡県知事に就任し、1899年4月まで在任し退官した。

## 栄典
位階
- 1891年（明治24年）4月1日 - 従六位[2]
- 1893年（明治26年）4月11日 - 正五位[3]
- 1897年（明治30年）5月31日 - 従四位[4]

勲章等
- 1894年（明治27年）12月26日 - 勲四等瑞宝章[5]
- 1895年（明治28年）
  - 3月12日 - 木杯一個[6]
  - 6月19日 - 日本赤十字社特別社員章[7]

## 著作
- 『煙里遺稿』曽我部光晴、1924年。